# Bahnhof Kongens Nytorv
Kongens Nytorv ist eine unterirdische U-Bahn-Station in der dänischen Hauptstadt Kopenhagen, unter dem  gleichnamigen Platz Kongens Nytorv. Die Station wird von allen Linien, M1 bis M4, des Kopenhagener U-Bahn-Systems bedient.
Die Station wurde am 19. Oktober 2002 für den neuerbauten U-Bahn-Abschnitt Vestamager–Nørreport eröffnet. Es bestehen Umsteigemöglichkeiten zu diversen Buslinien. Seit 2019 kreuzt die Linie M3 unter dem Namen Cityringen den Bahnhof und bietet eine direkte Verbindung zum Hauptbahnhof.